# Trees

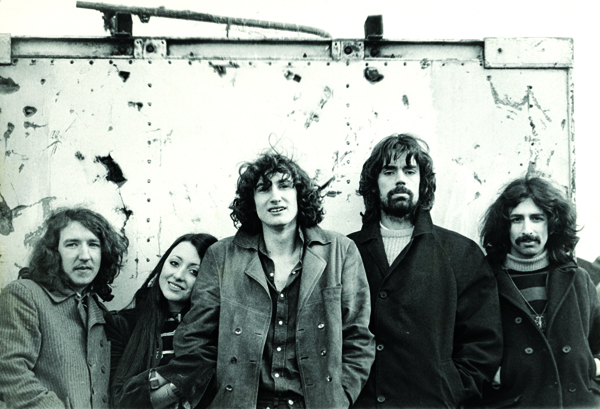
Banda "Trees" ca. 1970.

Trees fue un grupo inglés de folk rock que estuvo en activo entre 1969 y 1973. Aunque el grupo no tuvo éxito comercial en su época, su reputación ha crecido con los años. Como otras bandas contemporáneas, Trees seguía la estela de Fairport Convention, pero tenía un sonido propio, más duro y psicodélico. En el repertorio del grupo había tanto canciones tradicionales como composiciones originales.
Trees publicó dos álbumes de estudio:: The Garden of Jane Delawney de 1970 y On The Shore de 1971. La portada de este último fue diseñada por el estudio Hipgnosis.
El grupo se disolvió tras grabar ambos discos. Volvió con una segunda formación, activa hasta 1973, que dio conciertos pero no grabó ningún disco. La formaban Celia Humphris, Barry Clarke, David Costa, Barry Lyons (ex-Mr Fox), Alun Eden (también ex-Mr Fox) y Chuck Fleming (ex-JSD Band). Se han publicado grabaciones piratas de esta formación.
Los dos discos de estudio se han editado en CD. En 2007 se publicó además una edición de lujo de On the Shore, formada por dos discos, que incluye material inédito. En 2008 apareció también una nueva edición del primer disco, con material inédito y algunas grabaciones actuales. 

## Componentes
- Bias Boshell - bajo, guitarra, voz
- Celia Humphris - vocalista
- Barry Clarke - guitarra solista
- David Costa - guitarra acústica
- Unwin Brown - batería

## Discografía
- The Garden of Jane Delawney LP, 1970, CBS Records.
- On the Shore LP, 1971, CBS Records.
- Trees LIVE! (Italia) LP, 1989, Habla Label.

- Datos: Q6978753
- Multimedia: Trees (folk band) / Q6978753